# Just a Gigolo

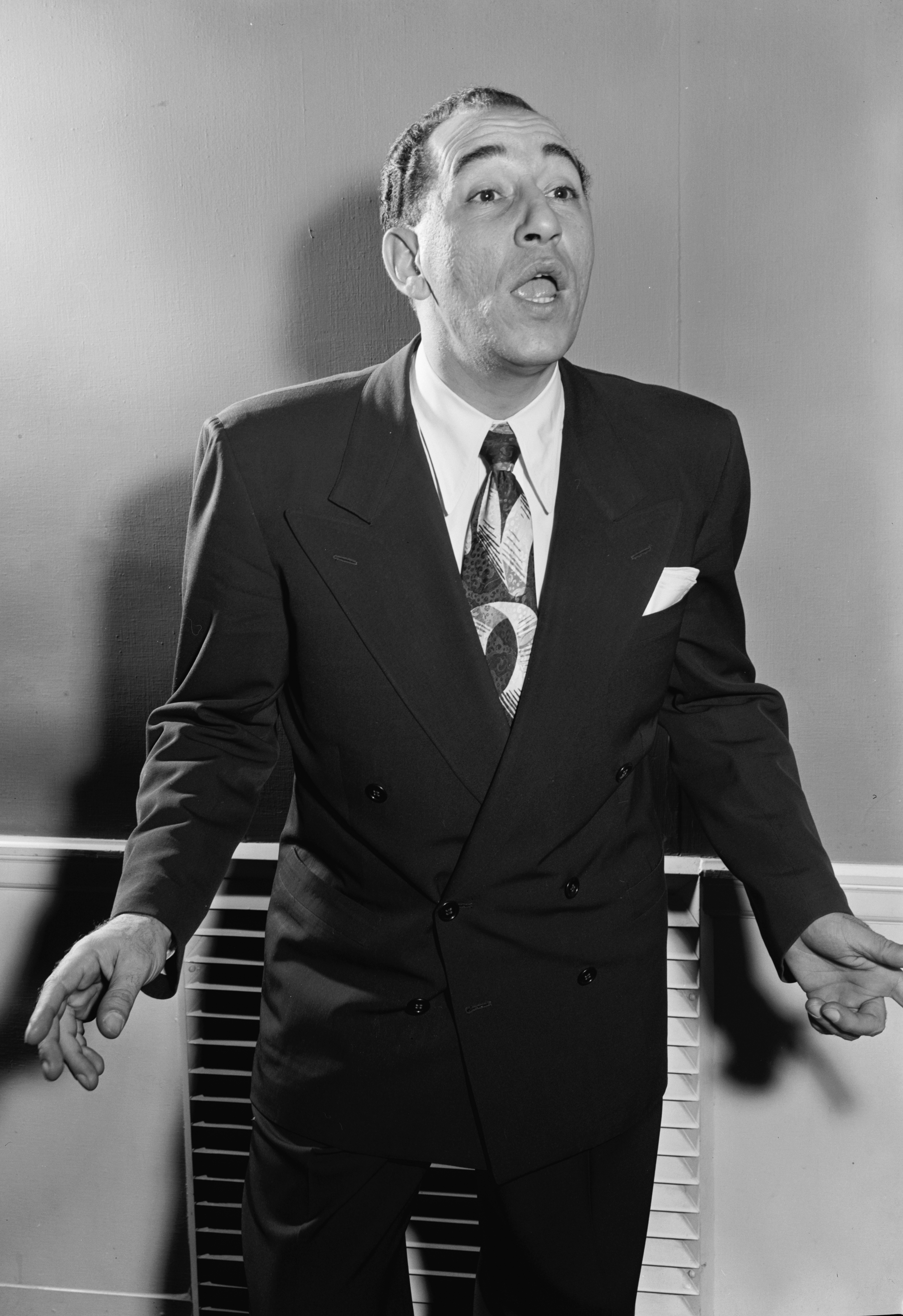
Louis Prima

A Just a Gigolo egy népszerűvé vált dzsessz-sztenderd. A Just a Gigolo 1929-ben a „Schöner Gigolo, armer Gigolo” című osztrák tangóból ered, amelyet Leonello Casucci 1928-ban komponált Bécsben Julius Brammer 1924-ben írt szövegére. A dal angol szövege Irving Caesar munkája. A dalt először a Wiener Boheme Verlag adta ki 1929-ben. Még abban az évben több németországi zenekar is előadta, köztük Dajos Béla zenekara Kurt Mühlhardt énekessel. Daniele Serra „Gigolo” címmel énekelte el Olaszországban, majd Sirio Di Piramo és zenekara adta elő 1930-ban. Más országok is készítettek saját verziókat.
Az eredeti változat az I. világháború utáni Ausztriában megélt társadalmi összeomlás költői víziója. Egy egykori huszár emlékszik vissza arra, hogyan parádézott egykor egyenruhájában, miközben ma már csak egy magányos, névtelen senki.
A dal szerzői jogait megvásárolták. Az angol verziót Irving Caesar írta meg kihagyva a konkrét osztrák utalásokat. A Bing Crosby 1931-es felvételén még szerepel egy párizsi kávézóban elmesélt eset, amelyben egy helyi szereplő meséli el szomorú történetét. A későbbiekben a szövegből ez többnyire kimaradt.

## Híres felvételek
- Bing Crosby
- Ted Lewis
- Ben Bernie
- Leo Reisman
- Louis Armstrong
- Richard Tauber (németül)
- Marlene Dietrich
- Louis Prima (1956)
- Cécile McLorin Salvant (franciául)
- David Lee Roth
- Daniel Boaventura
- Art Tatum
- Django Reinhardt & Stéphane Grappelli (Róma, 1949)
- Harry James (1952)
- Jaye P. Morgan (1953)
- Thelonious Monk (1954, 1958, 1962)
- Sarah Vaughan (1957)
- The Down for the Count Swing Orchestra
- Erroll Garner (1965)
- Connie Francis (1968)
- Oscar Peterson (1970)
- Peter Allen (1974)
- Michael Jackson
- Cyndi Lauper
- Kishonti Ildikó
- Bohém RJB & Bolba Éva & Mudrák Mariann

## Filmek
- A „Just a Gigolo” dal egy 1931-es filmben, az 1932-es Betty Boop cmű rajzfilmben, egy 1993-as televíziós sorozatban is megjelent. Az 1979-ben − David Hemmings által rendezett − Schöner Gigolo az Egyesült Államokban a „Just a Gigolo” címet kapta. Ebben a filmben a dalt Marlene Dietrich adta elő utolsó filmes szerepléseként.
- https://www.imdb.com/title/tt8163224/

## Fordítás
Ez a szócikk részben vagy egészben  a   Just a Gigolo című angol Wikipédia-szócikk ezen változatának fordításán alapul.  Az eredeti cikk szerkesztőit annak laptörténete sorolja fel. Ez a jelzés csupán a megfogalmazás eredetét és a szerzői jogokat jelzi, nem szolgál a cikkben szereplő információk forrásmegjelöléseként.